# Марк Минуций Фез
Марк Минуций Фез (лат. Marcus Minucius Fesus; IV—III века до н. э.) — римский политический деятель из плебейской ветви рода Минуциев, член жреческой коллегии авгуров с 300 года до н. э.. Стал одним из пяти первых плебеев, кооптированных в коллегию в соответствии с Огульниевым законом. В связи с этим во II веке до н. э. Минуции именовали себя Авгуринами. Изображение Марка появилось на денариях, отчеканенных Гаем и Тиберием Минуциями Авгуринами.